# 細小油鯰
細小油鯰，為輻鰭魚綱鯰形目鼬鯰科的其中一種，為熱帶淡水魚，分布於南美洲奧里諾科河、亞馬遜河、拉普拉他河流域，體長可達18公分，棲息在底層水域，喜黃昏活動，以蠕蟲及昆蟲為食，生活習性不明，可作為觀賞魚。
其种加词来源于拉丁文“gracilis”，意为“纤细的”。